# Nicklas Lidström
Nicklas Lidström (* 28. dubna 1970) je bývalý švédský profesionální hokejový obránce, který hrál severoamerickou NHL za tým Detroit Red Wings.

## Hráčská kariéra
Nicklas Lidström zahájil svou profesionální kariéru v roce 1988 v týmu švédské ligy Västerås IK. Hned v témže roce byl draftován jako číslo 53 týmem Detroit Red Wings, kam přestoupil v roce 1991. V letech 2001, 2002, 2003, 2006, 2007, 2008 a 2011 získal 7krát ocenění James Norris Memorial Trophy pro nejlepšího obránce NHL. 31.5 2012 oznámil definitivní konec kariéry. U příležitosti 100. výročí NHL byl v lednu 2017 vybrán jako jeden ze sta nejlepších hráčů historie ligy. Je jedenáctým nejproduktivnějším Evropanem v dějinách NHL.
Se švédskou reprezentací získal Nicklas Lidström zlatou olympijskou medaili v roce 2006 v Turíně. Od roku 2006 je členem Triple Gold Clubu (vítězství na Mistrovství světa v ledním hokeji 1991, Olympijských hrách 2006 a ve Stanley Cupu 1997, 1998, 2002, 2008.

## Prvenství
- Debut v NHL – 3. října 1991 (Chicago Blackhawks proti Detroit Red Wings)
- První asistence v NHL – 5. října 1991 (Toronto Maple Leafs proti Detroit Red Wings)
- První gól v NHL – 17. října 1991 (Detroit Red Wings proti St. Louis Blues, kanadskému brankáři Vincent Riendeau)
- První hattrick v NHL – 15. prosince 2010 (Detroit Red Wings proti St. Louis Blues)

## Klubová statistika
| Sezóna       | Klub              | Soutěž       |      | Základní část | Základní část | Základní část | Základní část | Základní část |    | Play off | Play off | Play off | Play off | Play off |
| Sezóna       | Klub              | Soutěž       | Z    | G             | A             | B             | TM            | Z             | G  | A        | B        | TM       |          |          |
| 1988/1989    | Västerås IK       | SEL          | 20   | 0             | 2             | 2             | 4             | –             | –  | –        | –        | –        |          |          |
| 1989/1990    | Västerås IK       | SEL          | 39   | 8             | 8             | 16            | 14            | 2             | 0  | 1        | 1        | 2        |          |          |
| 1990/1991    | Västerås IK       | SEL          | 38   | 4             | 19            | 23            | 2             | 4             | 0  | 0        | 0        | 4        |          |          |
| 1991/1992    | Detroit Red Wings | NHL          | 80   | 11            | 49            | 60            | 22            | 11            | 1  | 2        | 3        | 0        |          |          |
| 1992/1993    | Detroit Red Wings | NHL          | 84   | 7             | 34            | 41            | 28            | 7             | 1  | 0        | 1        | 0        |          |          |
| 1993/1994    | Detroit Red Wings | NHL          | 84   | 10            | 46            | 56            | 26            | 7             | 3  | 2        | 5        | 0        |          |          |
| 1994/1995    | Västerås IK       | SEL          | 13   | 2             | 10            | 12            | 4             | –             | –  | –        | –        | –        |          |          |
| 1994/1995    | Detroit Red Wings | NHL          | 43   | 10            | 16            | 26            | 6             | 18            | 4  | 12       | 16       | 8        |          |          |
| 1995/1996    | Detroit Red Wings | NHL          | 81   | 17            | 50            | 67            | 20            | 19            | 5  | 9        | 14       | 10       |          |          |
| 1996/1997    | Detroit Red Wings | NHL          | 79   | 15            | 42            | 57            | 30            | 20            | 2  | 6        | 8        | 2        |          |          |
| 1997/1998    | Detroit Red Wings | NHL          | 80   | 17            | 42            | 59            | 18            | 22            | 6  | 13       | 19       | 8        |          |          |
| 1998/1999    | Detroit Red Wings | NHL          | 81   | 14            | 43            | 57            | 14            | 10            | 2  | 9        | 11       | 4        |          |          |
| 1999/2000    | Detroit Red Wings | NHL          | 81   | 20            | 53            | 73            | 18            | 9             | 2  | 4        | 6        | 4        |          |          |
| 2000/2001    | Detroit Red Wings | NHL          | 82   | 15            | 56            | 71            | 18            | 6             | 1  | 7        | 8        | 0        |          |          |
| 2001/2002    | Detroit Red Wings | NHL          | 78   | 9             | 50            | 59            | 20            | 23            | 5  | 11       | 16       | 2        |          |          |
| 2002/2003    | Detroit Red Wings | NHL          | 82   | 18            | 44            | 62            | 38            | 4             | 0  | 2        | 2        | 0        |          |          |
| 2003/2004    | Detroit Red Wings | NHL          | 81   | 10            | 28            | 38            | 18            | 12            | 2  | 5        | 7        | 4        |          |          |
| 2005/2006    | Detroit Red Wings | NHL          | 80   | 16            | 64            | 80            | 50            | 6             | 1  | 1        | 2        | 2        |          |          |
| 2006/2007    | Detroit Red Wings | NHL          | 80   | 13            | 49            | 62            | 46            | 18            | 4  | 14       | 18       | 6        |          |          |
| 2007/2008    | Detroit Red Wings | NHL          | 76   | 10            | 60            | 70            | 40            | 22            | 3  | 10       | 13       | 14       |          |          |
| 2008/2009    | Detroit Red Wings | NHL          | 78   | 16            | 43            | 59            | 30            | 21            | 4  | 12       | 16       | 6        |          |          |
| 2009/2010    | Detroit Red Wings | NHL          | 82   | 9             | 40            | 49            | 24            | 12            | 4  | 6        | 10       | 4        |          |          |
| 2010/2011    | Detroit Red Wings | NHL          | 82   | 16            | 46            | 62            | 20            | 11            | 4  | 4        | 8        |          |          |          |
| 2011/2012    | Detroit Red Wings | NHL          | 82   | 16            | 46            | 62            | 20            | 11            | 4  | 4        | 8        | 4        |          |          |
| Celkem v SEL | Celkem v SEL      | Celkem v SEL | 110  | 14            | 39            | 53            | 32            | 6             | 0  | 1        | 1        | 6        |          |          |
| Celkem v NHL | Celkem v NHL      | Celkem v NHL | 1564 | 264           | 878           | 1142          | 514           | 263           | 54 | 129      | 183      | 76       |          |          |

## Reprezentace
| Rok                       | Tým                       | Soutěž                    | Z  | G  | A  | B  | TM |
| ------------------------- | ------------------------- | ------------------------- | -- | -- | -- | -- | -- |
| 1988                      | Švédsko 18                | MEJ                       | 6  | 1  | 0  | 1  | 0  |
| 1990                      | Švédsko 20                | MSJ                       | 7  | 3  | 3  | 6  | 2  |
| 1991                      | Švédsko                   | MS                        | 10 | 3  | 3  | 6  | 4  |
| 1991                      | Švédsko                   | KP                        | 6  | 1  | 1  | 2  | 4  |
| 1994                      | Švédsko                   | MS                        | 4  | 1  | 0  | 1  | 2  |
| 1996                      | Švédsko                   | SP                        | 4  | 2  | 1  | 3  | 0  |
| 1998                      | Švédsko                   | OH                        | 4  | 1  | 1  | 2  | 2  |
| 2002                      | Švédsko                   | OH                        | 4  | 1  | 5  | 6  | 0  |
| 2004                      | Švédsko                   | MS                        | 2  | 0  | 1  | 1  | 0  |
| 2004                      | Švédsko                   | SP                        | 4  | 1  | 0  | 1  | 2  |
| 2006                      | Švédsko                   | OH                        | 8  | 2  | 4  | 6  | 2  |
| 2010                      | Švédsko                   | OH                        | 4  | 0  | 0  | 0  | 0  |
| Juniorská kariéra celkově | Juniorská kariéra celkově | Juniorská kariéra celkově | 13 | 4  | 3  | 7  | 2  |
| Seniorská kariéra celkově | Seniorská kariéra celkově | Seniorská kariéra celkově | 50 | 12 | 16 | 28 | 18 |